# 慕容绍宗
慕容绍宗（501年—549年5月13日到6月10日之间），字绍宗，昌黎郡棘城县（今辽宁省锦州市义县西北）人，北魏、东魏官员。

## 生平

### 早年
慕容绍宗是燕文明帝慕容皝第四子太原王慕容恪的六世孙，曾祖慕容腾归附北魏，于是定居在代地，祖父慕容郁是北魏岐州刺史，父亲慕容远是北魏恒州刺史。慕容绍宗容貌魁伟沉毅，很少说话，深沉有勇气谋略。尔朱荣是慕容绍宗表舅的儿子，当时北魏北部边境动乱，慕容绍宗携带家属前往晋阳归附尔朱荣，尔朱荣对待慕容绍宗很好。建义元年（528年），尔朱荣发兵进入洛阳时，他私下对慕容绍宗说：“洛阳人才繁盛，长期以来骄纵奢侈成为习俗，如果不斩草除根，恐怕很难控制局面。我想趁百官出迎的时候，乘机把他们全部诛杀，你说可以吗？”慕容绍宗回答说:“胡太后临朝听政，荒淫暴虐无道，天下无不愤恨惋惜，她受到大家的唾弃。您既然亲自统领神兵，心怀忠义，突然又要杀尽百官，我认为这不是万全之计，深深地希望您三思。”尔朱荣没有听从，还是发动了河阴之变。慕容绍宗后来因为军功封索卢县子，不久进爵为侯。慕容绍宗跟随高欢击败了羊侃，又和元天穆一起平定了邢杲，屡次升任并州刺史，又出任尔朱兆的长史。

### 效力尔朱兆
永安三年（530年），尔朱兆把六镇鲜卑让给高欢，得到六镇鲜卑后，高欢又通过刘贵向尔朱兆请求带着六镇鲜卑前往崤山以东谋生，尔朱兆听从了。慕容绍宗劝谏说：“不可以，如今天下纷纷扰扰，人人都在窥伺权位，正是有智之士用计之时。高晋州才力雄健气势勇猛，很有胆识谋略，如果他掌握重兵，好比给蛟龙送上云雨，将不可以控制。”尔朱兆说：“我和高欢有结为异姓兄弟的重誓，何必担心。”慕容绍宗说：“亲兄弟尚且难以相信，何必说是异姓兄弟。”当时尔朱兆的部下已经接受了高欢的贿赂，因此诬陷慕容绍宗曾经与高欢有矛盾，尔朱兆愤怒的说：“我和高晋州推诚相待，你为什么要从中生事进行离间，竟说出这番话来？”尔朱兆就把慕容绍宗关押起来，催促高欢出发。高欢率领六镇鲜卑从晋阳经过滏口，路上遇到尔朱荣的妻子北乡公主从洛阳来晋阳，高欢将北乡公主的三百匹马全部抢走换掉。尔朱兆听说后，才将慕容绍宗释放问计，慕容绍宗说：“高欢目前还在您的掌握之中。”普泰元年（531年）六月，高欢在信都郡起兵反对尔朱氏，尔朱兆任命慕容绍宗为行台，率军前往壶关，以抵抗高欢。等到尔朱兆在广阿之战、韩陵之战中失败，尔朱兆捶打胸口自责，对慕容绍宗说：“如果之前听从你的谏言，如今怎么会到这个地步。”
氽朱兆在韩陵之战战败后，部下士卒大多逃散，尔朱兆害怕了，准备只身暗中逃走。慕容绍宗竖起军旗，吹响号角，把失散的士兵召集起来。整顿好军容后，慕容绍宗就和尔朱兆慢慢的上马，向西撤退。普泰二年（532年）正月，高欢从邺城发兵前往晋阳讨伐尔朱兆，尔朱兆困迫危急，逃到赤洪岭，上吊而死。慕容绍宗行进到乌突城自保，见到高欢的追兵到了，就带上尔朱荣的妻子北乡公主和尔朱荣的子女以及尔朱兆的部属，向高欢投降。高欢因为重情义的缘故，对慕容绍宗给予礼遇，对待他很优厚，保留了慕容绍宗的所有官职爵位。此后高欢的军事谋略，慕容绍宗往往都参与谋划。

### 南征北战
天平元年（534年），东魏迁都邺城，各种政务政事有待筹办，高欢就命令慕容绍宗和高隆之共同掌管仓库和图书方面的事务。天平二年（535年），宜阳的百姓李延孙聚众反叛，东魏朝廷以慕容绍宗出任西南道军司，率领都督厍狄盛等人将李延孙讨伐平定。班师后，慕容绍宗代理扬州刺史，很快又代理青州刺史。丞相府记室孙搴请求任用自己的哥哥担任青州主簿，慕容绍宗不答应。孙搴就在高欢面前说慕容绍宗的坏话，说：“慕容绍宗曾经登上广固城长叹，对亲信的人说‘大丈夫有光复先祖大业的道理吗。’”慕容绍宗因此被征召回到京城。元象初年，西魏将军独孤信占据洛州，于是梁州到颍州之间，反叛军和盗贼锋起。高欢命令慕容绍宗率军前往虎牢关，与行台刘贵等人将他们讨伐平定。慕容绍宗进爵为公，出任度支尚书，后来出任晋州刺史、西道大行台，回朝升任御史中尉。武定二年（544年）二月，南梁人刘乌黑入侵徐州一带，高欢命令慕容绍宗出任行台率兵反击，击败了刘乌黑，慕容绍宗因此出任徐州刺史。刘乌黑收集残余的部下再度入侵，慕容绍宗秘密的引诱刘乌黑的部下，几个月之后，部下就活捉了刘乌黑并将他杀死。

### 讨伐侯景
武定四年（546年）十一月，高欢临终前将世子高澄征召到晋阳，对高澄说：“我虽然患病，你脸上有更多的忧虑神色，为什么？”高澄没有回答，高欢说：“难道是担心侯景反叛吗？”高澄回答：“是的。”高欢说：“侯景在黄河以南地区独断专行十四年了，经常有骄横放肆的志向，不过我能够驯养，怎么能被你控制呢！略微能抵挡侯景的只有慕容绍宗，我故意不重视他，把他留下来交给你，应该给以特殊的礼遇，委任他谋划大事。”
武定五年（547年）正月，侯景反叛，高岳讨伐侯景没能获胜。武定五年五月甲辰（547年6月11日），徐州刺史慕容绍宗出任尚书左仆射。高澄想要派遣潘相乐担任高岳的副将，大行台右丞陈元康说：“潘相乐的随机应变较慢，不如慕容绍宗，而且先王高欢有命令，称慕容绍宗能够抵抗侯景，您只要诚心对待慕容绍宗，那么就不用担心侯景了。”当时慕容绍宗在远方，高澄想要召见他，担心慕容绍宗惊疑而叛变。陈元康说：“慕容绍宗知道我特别受到您的恩宠，他最近派人来给我送金钱，以此表示他对您的诚心。我当时想要安定慕容绍宗的心，所以接受了金钱，认真给他写了回信，我保证他不会有异心。”
武平五年十月乙酉（547年11月19日），尚书左仆射慕容绍宗出任东南道行台，加开府，改封燕郡公，与韩轨等人率军前往瑕丘，谋划进攻。当时梁武帝派遣贞阳侯萧渊明等人率领部众十万人，驻扎在寒山，与侯景形成掎角之势，阻塞泗水水淹彭城。慕容绍宗又接受诏令出任行台，节度三徐、二兖州军事，与大都督高岳等人讨伐萧渊明。
慕容绍宗率领十万人马占据了橐驼岘，羊侃劝萧渊明趁着慕容绍宗远道而来人困马乏之时去进攻东魏军，萧渊明没有听从。次日，羊侃又劝萧渊明出战，萧渊明还是没有听从；于是羊侃率领他的部下离开了萧渊明驻扎到了新修好的堰坝上。
十一月丙午（547年12月10日），慕容绍宗的军队来到城下，他带领一万多名步兵和骑兵攻打潼州刺史郭凤的军营，箭象雨点一样射来。萧渊明醉酒不能起床，他命令将领们去援救郭凤，但没人敢出战。北兖州刺史胡贵孙对谯州刺史赵伯超说：“我们这些人带兵来这里，是来做什么的，现在遇到了敌人，难道不去应战吗？”赵伯超无以对答。胡贵孙便独自率领自己的军队与东魏的军队作战，斩首二百。赵伯超拥有几千人马却不敢前去救援，对自己的部下说：“敌军如此强盛，与他们交战一定会失败，倒不如保全军队早日回去。”他的手下人都说：“好！”于是，赵伯超就逃回去了。
当初，侯景常常告诫南梁人说：“追杀溃退的军队不要超过二里。”慕容绍宗将要出战，他认为南梁士兵轻巧灵活，且又很勇敢，担心自己的军队打不过他们，就便一一召见手下的将士们，对他们说：“我假装败退，引诱吴地的小子向前追，你们从背后攻击他们。”交战中，东魏的军队败退逃走，但梁军没有听从侯景的话，乘胜而深入追击。东魏的将士都听信了慕容绍宗的话，争相从背后对梁军发起突然攻击，梁军大败，萧渊明以及胡贵孙、赵伯超等人都被东魏俘虏，伤亡失散的士兵有几万人。羊侃结成军阵，缓缓撤退返回。郭凤退守潼州，慕容绍宗进兵包围了他。十二月甲子朔（547年12月28日），郭凤弃城逃走。
慕容绍宗再回师涡阳讨伐侯景，当时侯景的军队人数众多，侯景一开始听说韩轨前来讨伐，说：“吃猪肠的小孩有什么作为！”侯景听说高岳前来，说：“这士兵精锐将领普通。”各位将领都被侯景轻视。等到听说慕容绍宗来到，侯景叩击马鞍有惧怕的神色，说：“谁教高澄这鲜卑小子派遣慕容绍宗来的？如果这样，是高王还没死吗？”
武定五年十二月，侯景率领部下驻扎在涡阳，和刘丰等人对峙。慕容绍宗部下士卒十万人，旗帜和铠甲反射的光芒和太阳一样，击鼓长驱直入。侯景派人对慕容绍宗说：“您几位是为了送客人呢，还是为了一决雌雄呢？”慕容绍宗说：“想要和您一决胜负。”慕容绍宗于是顺风布阵，侯景关闭营寨大门，等待风停后才出。慕容绍宗说：“侯景多诡计，喜欢攻人后侧。”慕容绍宗让人防备，果然被他言中。侯景命令士兵都披上短甲，手执短刀，杀入东魏军阵，只是低头而视，瞧准东魏士兵的小腿和马腿砍去。东魏军队于是战败，慕容绍宗落马，刘丰受伤，显州刺史张遵业被侯景俘虏。
慕容绍宗和刘丰都逃到谯城，斛律光和张恃显怪罪他们，慕容绍宗说：“我打的仗多了，从未见过侯景这贼子如此难以击败的，你们和他交手试试看！”斛律光等人披甲出战，慕容绍宗告诫说：“绝对不要渡过涡河。”斛律光和张恃显的军队停在涡河北面，斛律光轻装乘马向着侯景军射箭，侯景临着涡河对斛律光说：“你是来求取军功的，我因怕死而离去。我是你父亲的朋友，为什么要向我射箭？你难道是自己知道不要渡过涡河到南边来？慕容绍宗教你的吧！”斛律光无言以对。侯景派部下田迁射斛律光的坐骑，射穿了马的胸部；斛律光换了匹马躲在树后，马又被射中，斛律光只好退回到自己军中。侯景俘虏了张恃显，很快将他释放。斛律光退回谯城，慕容绍宗说:“今天你们如何？你还责怪我！”
侯景在涡阳与慕容绍宗相持数月，粮食耗尽，侯景的部下司马世云向慕容绍宗投降。武定六年正月己亥（548年2月1日），慕容绍宗率领五千铁甲骑兵夹击侯景的军队。侯景欺骗他的士兵们说：“你们的家属，高澄已经把他们全杀了，努力何必担心没有妻子儿女？等着我们去江东，以后还会回到邺城，到时候都用你们做自己家乡的刺史。”侯景的部下都相信了他的话。慕容绍宗从远处高喊说：“你们的家属都平安无事，如果你们回归，官职和勋爵都和从前一样。”慕容绍宗披散着头发面向北斗发誓，证明自己所说没有骗人。侯景的士兵们都是北方人，不愿意南渡，部将暴显等人各自率领自己的部队向慕容绍宗投降。侯景的部众全面溃败，士兵们争相抢渡涡河，河水都被阻断不再流淌。侯景与几个心腹之人骑马从硖石渡过了淮河，稍微收集了一些溃散的士兵，得到步兵和骑兵八百人。侯景昼夜兼行，追击他们的东魏军队不敢逼近。侯景派人对慕容绍宗说：“侯景如果被抓了，您还有什么用！”慕容绍宗于是就放过了侯景。
军队凯旋后，慕容绍宗另外封永乐县子。

### 讨伐王思政
武定六年八月庚寅（548年9月19日），高澄以尚书左仆射慕容绍宗为大行台，与太尉高岳、司徒韩轨、大都督刘丰等人率领步兵和骑兵十万人前往颍川讨伐王思政。起初，有谶纬说大鱼在道路上行走，百姓很苦恼。刘丰因此提出水攻的策略，在洧水上修筑堤坝提高水位来灌城，洧水水位上涨，长社城大多倒塌毁坏，鱼和鳖都在城市中游动。从上年的九月到次年的四月，长社将要被攻破。刘丰和慕容绍宗、慕容永珍看到北方有白气，就一起进入船只躲避，突然有风暴从东北方刮来，中午时分变的天昏地暗，飞沙走石，船的缆绳忽然断绝，漂泊到长社城下，西魏城中守军用长钩子勾住船，弓弩一起发射，慕容绍宗投水溺死，时年虚岁四十九。王思政将慕容绍宗和刘丰的遗体取回，以礼安葬。
三军将士莫不悲惋。赠使持节、二青二兖齐济光七州军事、尚书令、太尉、青州刺史，谥景惠，授慕容绍宗长子慕容士肃为散骑常侍，不久因为谋反被杀，北齊朝廷因为慕容绍宗的功绩，只追究慕容士肃一人。北齐建国后，齐文宣帝高洋于天保元年六月壬午（550年7月3日）诏令，已故尚书左仆射慕容绍宗等人辅佐先帝，协助治理皇室基业，有的不幸早年去世，有的以身殉职，可以派遣使者到墓地进行祭奠，并安抚慰问他们的妻子儿女，安慰兼及活着或死去的人，又追封慕容绍宗为武威郡王。皇建元年十一月庚申（560年12月15日），齐孝昭帝高演诏令将慕容绍宗等七人合祭于高澄的宗庙之中。

## 其他
侯景最初向着慕容绍宗学习兵法，没多久慕容绍宗反过来要向侯景询问兵法。

## 陪祀武庙
建中三年（782年），礼仪使颜真卿请求祭祀武成王太公望，唐德宗李适诏令史馆考定可以祔祀在武庙中的人，共古今名将六十四人，慕容绍宗位列其一。

## 家庭

### 曾祖
- 慕容腾，归附北魏，居住于代

### 祖父
- 慕容郁，北魏昌黎郡公、岐州刺史[2]

### 父母
- 慕容远，北魏并州大中正、昌黎公、恒州刺史[2]
- 尔朱氏，尔朱荣堂姑

### 兄弟
- 慕容保乐，北魏乐平郡太守[60][61]

### 夫人
- 东平公主，魏孝武帝元修之女[55]

### 子女
- 慕容士肃，东魏散骑常侍
- 慕容三藏，隋朝大将军、金紫光禄大夫、淮南郡太守、河内县公

## 延伸阅读
[在维基数据编辑]
 《北齊書/卷20》，出自李百药《北齊書》
 《北史·卷053》，出自李延壽《北史》